# Consejo de Estado de la República Popular China
El Consejo de Estado (chino simplificado: 国务院, chino tradicional: 國務院, pinyin: Guówùyuàn), también llamado Gobierno Popular Central, es el máximo órgano del poder ejecutivo de la República Popular China y la autoridad máxima de la administración del Estado.
El Consejo de Estado está encabezado por el primer ministro (o "premier"), e incluye también a varios vice primeros ministros (también llamados "vicepremieres"), los consejeros del estado, los titulares de los ministerios, los presidentes de las comisiones, el auditor general y el secretario general del Consejo. Los cargos del Consejo de Estado se ejercen por un periodo de cinco años, y existe una limitación constitucional de un máximo de dos mandatos consecutivos.
El Consejo de Estado es el responsable de desarrollar los principios y las políticas promovidos por el Partido Comunista de China y de aplicar las leyes aprobadas por la Asamblea Popular Nacional. De acuerdo con la Constitución de la República Popular China, el Consejo de Estado ejerce los poderes de legislación ejecutiva, presentación de proyectos de ley, dirección ejecutiva, administración económica, administración de las relaciones exteriores y administración de la sociedad, así como cualesquiera otros poderes que le confiera la Asamblea Popular Nacional.

Artículo Nro. 85
El Consejo de Estado, es decir, el Gobierno Popular Central, de la República Popular China es el órgano ejecutivo del más alto poder del Estado; es el órgano superior de la administración del Estado.
Constitución de la República Popular China

Desde el 16 de marzo de 2013, el Consejo de Estado está dirigido por el primer ministro Li Keqiang, que sucedió en el cargo a Wen Jiabao. Desde el 16 de marzo de 2003, el Consejo de Estado estuvo dirigido por el primer ministro Wen Jiabao, que sucedió en el cargo a Zhu Rongji. 

## Organización
Artículo Nro. 89
El Consejo de Estado está compuesto por
el Primer Ministro;
los viceprimeros ministros;
los Consejeros de Estado;
los ministros a cargo de los ministerios;
los ministros encargados de las comisiones;
el Auditor General; y
el Secretario General.
El Primer Ministro asume la responsabilidad general del trabajo del Consejo de Estado. Los ministros asumen la responsabilidad general del trabajo de los ministerios y las comisiones. La organización del Consejo de Estado está prescrita por la ley.
Constitución de la República Popular China

El Consejo de Estado se reúne cada seis meses. Entre una y otra reunión, está dirigido por un Comité Permanente del Consejo de Estado de la República Popular China (Reunión Ejecutiva) que se reúne semanalmente. El comité permanente está formado por el primer ministro, un vice primer ministro ejecutivo, tres vice primeros ministros y otros cinco consejeros de Estado (normalmente uno de ellos ejerce de secretario general del Consejo de Estado y dos de ellos ejercen simultáneamente de ministros). 
Los vice primeros ministros y consejeros estatales son propuestos por el primer ministro y nombrados por el presidente con la aprobación de la Asamblea Popular Nacional (APN). Los titulares pueden ejercer dos mandatos sucesivos de cinco años.
Cada vice primer ministro supervisa determinadas áreas de la administración. Cada Consejero de Estado desempeña las funciones designadas por el primer ministro. El secretario general dirige la Oficina General que se encarga del trabajo diario del Consejo de Estado. El secretario general tiene relativamente poco poder y no debe confundirse con el Secretario General del Partido Comunista Chino.
Cada ministerio supervisa un sector. Las comisiones están por encima de los ministerios y establecen las políticas y coordinan las actividades relacionadas de los diferentes órganos administrativos. Las oficinas se ocupan de asuntos de interés permanente. Las oficinas y las administraciones están por debajo de los ministerios.
Además de los 25 ministerios, hay 38 organizaciones gubernamentales de administración central que dependen directamente del Consejo de Estado. Los jefes de estas organizaciones asisten a las reuniones del comité estatal de forma irregular.
En la práctica, los vice primeros ministros y los consejeros de Estado asumen la responsabilidad de uno o varios sectores o cuestiones, y permanecen en contacto con los distintos organismos responsables de la política relacionada con ese ámbito. Esto permite al Comité Permanente supervisar una amplia gama de funciones gubernamentales.
El Consejo de Estado, como todos los demás órganos gubernamentales, es nominalmente responsable ante el CNP y su Comité Permanente en la realización de una amplia gama de funciones gubernamentales tanto a nivel nacional como local, y actúa nominalmente en virtud de la autoridad del CNP. En la práctica, sin embargo, la APN ha hecho históricamente poco más que ratificar las decisiones ya tomadas por el Consejo de Estado. Sin embargo, en los últimos tiempos, la APN ha asumido un papel más independiente. Ha habido al menos un caso en el que el CNP ha rechazado de plano una iniciativa del Consejo de Estado y algunos casos en los que el Consejo de Estado ha retirado o modificado en gran medida una propuesta en respuesta a la oposición del CNP.
El Consejo de Estado y el PCCh también están estrechamente vinculados. Salvo raras excepciones, los Consejeros de Estado son miembros de alto rango del PCCh. Aunque, como miembros del Partido, se supone que deben seguir las instrucciones del mismo, como suelen ser miembros de alto rango del Partido, también tienen una influencia sustancial sobre cuáles son esas instrucciones. Esto da lugar a un sistema que no se parece a la práctica soviética, en la que el Partido controlaba efectivamente al Estado. Más bien, el Partido y el Estado están fusionados en este nivel de gobierno. Los miembros del Consejo de Estado obtienen su autoridad por ser miembros del Estado, mientras que como miembros del Partido coordinan sus actividades y determinan decisiones clave como el nombramiento de personal.
A finales de la década de 1980, con Deng Xiaoping y Zhao Ziyang, hubo intentos de separar el Partido y el Estado y que el Partido se encargara de formular la política y el Consejo de Estado de ejecutarla, pero estos esfuerzos se abandonaron en gran medida a principios de la década de 1990.
Como principal órgano administrativo del gobierno, sus principales funciones son formular medidas administrativas, emitir decisiones y órdenes, y supervisar su aplicación; redactar proyectos de ley para presentarlos al CNP o a su Comité Permanente; y preparar el plan económico y el presupuesto del Estado para su deliberación y aprobación por el CNP. El Consejo de Estado es el centro funcional del poder estatal y el centro de coordinación de las iniciativas gubernamentales a todos los niveles. Con el énfasis del gobierno en la modernización económica, el Consejo de Estado ha adquirido claramente una importancia e influencia adicionales.
El Consejo de Estado controla el Ministerio de Defensa Nacional, pero no el Ejército Popular de Liberación, que está controlado por la Comisión Militar Central.

## Miembros

### Reunión ejecutiva (Comité permanente)
| Miembros de la Reunión Ejecutiva del 13.er Consejo de Estado (marzo de 2018-marzo de 2023) | Miembros de la Reunión Ejecutiva del 13.er Consejo de Estado (marzo de 2018-marzo de 2023) | Miembros de la Reunión Ejecutiva del 13.er Consejo de Estado (marzo de 2018-marzo de 2023) | Miembros de la Reunión Ejecutiva del 13.er Consejo de Estado (marzo de 2018-marzo de 2023) | Miembros de la Reunión Ejecutiva del 13.er Consejo de Estado (marzo de 2018-marzo de 2023) | Miembros de la Reunión Ejecutiva del 13.er Consejo de Estado (marzo de 2018-marzo de 2023) | Miembros de la Reunión Ejecutiva del 13.er Consejo de Estado (marzo de 2018-marzo de 2023) | Miembros de la Reunión Ejecutiva del 13.er Consejo de Estado (marzo de 2018-marzo de 2023) | Miembros de la Reunión Ejecutiva del 13.er Consejo de Estado (marzo de 2018-marzo de 2023) |
| #                                                                                          | Nombre                                                                                     | Año de nacimiento                                                                          | Cargo                                                                                      | Deberes                                                                                    | Partido político                                                                           | Partido político                                                                           | Cargo en el partido                                                                        | Otros cargos |
| ------------------------------------------------------------------------------------------ | ------------------------------------------------------------------------------------------ | ------------------------------------------------------------------------------------------ | ------------------------------------------------------------------------------------------ | ------------------------------------------------------------------------------------------ | ------------------------------------------------------------------------------------------ | ------------------------------------------------------------------------------------------ | ------------------------------------------------------------------------------------------ | --- |
| 1                                                                                          | Li Keqiang李克强                                                                           | 1955                                                                                       | Premier                                                                                    | Labor general del Consejo de Estado                                                        |                                                                                            | PCCh                                                                                       | Miembro del 19.º PSC                                                                       | Vicepresidente, Comisión Central de Seguridad Nacional Director, Comisión Central de Organización Institucional Director, Comisión de Movilización de la Defensa Nacional Director, Comisión Nacional de la Energía |
| 2                                                                                          | Han Zheng韩正                                                                              | 1954                                                                                       | Vice Premier (primero en la línea)                                                         | Desarrollo y reforma, reforma institucional, etc.                                          |                                                                                            | PCCh                                                                                       | Miembro del 19.º Politburó Diputado                                                        | |
| 3                                                                                          | Sun Chunlan孙春兰                                                                          | 1950                                                                                       | Vice Premier                                                                               | Educación, salud, deporte, etc.                                                            |                                                                                            | PCCh                                                                                       | Miembro del 19.º Politburó                                                                 | 国家科技教育领导小组副组长 国务院深化医药卫生体制改革领导小组组长 国务院防治艾滋病工作委员会主任 国务院学位委员会主任 国务院妇女儿童工作委员会主任 Líder del Grupo Líder para las Reformas del Fútbol en China      |
| 4                                                                                          | Hu Chunhua胡春华                                                                           | 1963                                                                                       | Vice Premier                                                                               | Asuntos agrícolas y rurales, lucha contra la pobreza, recursos hídricos, comercio exterior |                                                                                            | PCCh                                                                                       | Miembro del 19.º Politburó                                                                 | 国家防汛抗旱总指挥部总指挥 国务院抗震救灾指挥部指挥长 国务院扶贫开发领导小组组长 |
| 5                                                                                          | Liu He 刘鹤                                                                                | 1952                                                                                       | Vice Premier                                                                               | Finanzas, ciencia y tecnología, industria y transporte                                     |                                                                                            | PCCh                                                                                       | Miembro del 19.º Politburó                                                                 | Director de la oficina del Comisión Central de Asuntos Económicos y Financieros |
| 6                                                                                          | General Wei Fenghe魏凤和                                                                   | 1954                                                                                       | Consejero de Estado y Ministro de Defensa Nacional                                         | Movilización de la defensa nacional, etc.                                                  |                                                                                            | PCCh                                                                                       | Miembro, 19.º Comité Central Miembro, Comisión Militar Central                             | Miembro, Comisión Central de Asuntos Exteriores Director, 国家边海防委员会 |
| 7                                                                                          | Wang Yong王勇                                                                              | 1955                                                                                       | Consejero de Estado                                                                        | Gestión de emergencias, etc.                                                               |                                                                                            | PCCh                                                                                       | Miembro del 19.º Comité Central                                                            | 中央财经领导委员会成员 国务院安全生产委员会副主任 国家减灾委员会主任 国务院残疾人工作委员会主任 全国老龄工作委员会主任                                                                                              |
| 8                                                                                          | Wang Yi王毅                                                                                | 1953                                                                                       | Consejero de Estado and Minister of Foreign Affairs                                        | Asuntos exteriores                                                                         |                                                                                            | PCCh                                                                                       | Miembro del 19.º Comité Central                                                            | Member, Comisión Central de Asuntos Exteriores |
| 9                                                                                          | Xiao Jie肖捷                                                                               | 1957                                                                                       | Consejero de Estado and Secretary-General of the State Council                             | Encargado de la Oficina General                                                            |                                                                                            | PCCh                                                                                       | Miembro del 19.º Comité Central                                                            | |
| 10                                                                                         | Zhao Kezhi赵克志                                                                           | 1953                                                                                       | Consejero de Estado and Ministro de Seguridad Pública                                      | Seguridad pública, etc.                                                                    |                                                                                            | PCCh                                                                                       | Miembro del 19.º Comité Central                                                            | Miembro, Comisión Central de Asuntos Políticos y Jurídicos Miembro, Comisión Central de Seguridad Nacional 国家禁毒委员会主任 国家反恐怖工作领导小组组长 国务院安全生产委员会副主任                                 |

### Reunión Plenaria
La reunión plenaria del Consejo de Estado está presidida por el primer ministro, al que se unen los vice primeros ministros, los consejeros de Estado, los ministros encargados de los Ministerios y Comisiones, el gobernador del Banco Popular, el auditor general y el secretario general. Suele celebrarse bianualmente y, cuando es necesario, se puede invitar a participar a personas que no son miembros.

## Estructura organizativa

### Oficina General del Consejo de Estado
- Secretario General del Consejo de Estado

- Subsecretarios Generales del Consejo de Estado

### Departamentos constitutivos del Consejo de Estado (nivel de gabinete)
| Departamentos constituyentes del 13.er Consejo de Estado (marzo de 2018-marzo de 2023) | Departamentos constituyentes del 13.er Consejo de Estado (marzo de 2018-marzo de 2023) | Departamentos constituyentes del 13.er Consejo de Estado (marzo de 2018-marzo de 2023) | Departamentos constituyentes del 13.er Consejo de Estado (marzo de 2018-marzo de 2023) | Departamentos constituyentes del 13.er Consejo de Estado (marzo de 2018-marzo de 2023) | Departamentos constituyentes del 13.er Consejo de Estado (marzo de 2018-marzo de 2023) | Departamentos constituyentes del 13.er Consejo de Estado (marzo de 2018-marzo de 2023) | Departamentos constituyentes del 13.er Consejo de Estado (marzo de 2018-marzo de 2023)                                                 |
| #                                                                                      | Logo                                                                                   | Nombre del Departamento                                                                | Año establecido                                                                        | Jefe actual | Partido                                                                                | Partido                                                                                | Informa a |
| -------------------------------------------------------------------------------------- | -------------------------------------------------------------------------------------- | -------------------------------------------------------------------------------------- | -------------------------------------------------------------------------------------- | --- | -------------------------------------------------------------------------------------- | -------------------------------------------------------------------------------------- | --- |
| 1                                                                                      |                                                                                        | Ministerio de Relaciones Exteriores外交部                                              | 1949 (CPG) 1954 (PRC)                                                                  | Wang Yi 王毅 Consejero de Estado y Ministro de Asuntos Exteriores |                                                                                        | PCCh                                                                                   | Secretario General Xi Jinping (Director of the Comisión Central de Asuntos Exteriores) ∟ Yang Jiechi (Director de la oficina del CFAC) |
| 2                                                                                      |                                                                                        | Ministerio de Defensa Nacional国防部                                                   | 1954                                                                                   | Almirante Dong Jun 董军 (Miembro de la Comisión Militar Central) Consejero de Estado y Ministro de Defensa Nacional                                                                                         |                                                                                        | PCCh                                                                                   | Secretario General Xi Jinping (Presidente de la Comisión Militar Central)                                                              |
| 3                                                                                      |                                                                                        | Comisión Nacional de Desarrollo y Reforma国家发展和改革委员会                          | 2003                                                                                   | He Lifeng 何立峰 (Vicepresidente del Comité Nacional de la CCPPCh) Ministro responsable de la Comisión Nacional de Desarrollo y Reforma) Ministro encargado de la Comisión Nacional de Desarrollo y Reforma |                                                                                        | PCCh                                                                                   | Vice-Premier Han Zheng |
| 4                                                                                      |                                                                                        | Ministerio de Educación教育部                                                          | 1949 (CPG) 1954 (PRC)                                                                  | Huai Jinpeng 怀进鹏 Ministro de Educación |                                                                                        | PCCh                                                                                   | Vice-Premier Sun Chunlan |
| 5                                                                                      |                                                                                        | Ministerio de Ciencia y Tecnología科学技术部                                           | 1998                                                                                   | Wang Zhigang 王志刚 Ministro de Ciencia y Tecnología |                                                                                        | PCCh                                                                                   | Vice-Premier Liu He |
| 6                                                                                      |                                                                                        | Ministerio de Industria y Tecnología de la Información工业和信息化部                   | 2008                                                                                   | Xiao Yaqing 肖亚庆 Ministro de Industria and Tecnología de la Información |                                                                                        | PCCh                                                                                   | Vice-Premier Liu He |
| 7                                                                                      |                                                                                        | Comisión Nacional de Asuntos Étnicos国家民族事务委员会                                 | 1949 (CPG) 1954 (PRC)                                                                  | Chen Xiaojiang 陈小江 Ministro encargado de la Comisión Nacional de Asuntos Étnicos |                                                                                        | PCCh                                                                                   | You Quan (Jefe del Departamento de Trabajo del Frente Unido del Comité Central del PCCh)                                               |
| 8                                                                                      |                                                                                        | Ministerio de Seguridad Pública 公安部                                                 | 1949 (CPG) 1954 (PRC)                                                                  | Zhao Kezhi 赵克志 Consejero de Estado y Ministro de Seguridad Pública |                                                                                        | PCCh                                                                                   | Guo Shengkun (Secretario de la Comisión Central de Asuntos Políticos y Jurídicos del PCCh)                                             |
| 9                                                                                      |                                                                                        | Ministerio de Seguridad de Estado国家安全部                                            | 1983                                                                                   | Chen Wenqing陈文清 Ministro de Seguridad de Estado |                                                                                        | PCCh                                                                                   | Guo Shengkun (Secretario de la Comisión Central de Asuntos Políticos y Jurídicos del PCCh)                                             |
| 10                                                                                     |                                                                                        | Ministerio de Asuntos Civiles民政部                                                    | 1978                                                                                   | Li Jiheng李纪恒 Ministro de Asuntos Civiles |                                                                                        | PCCh                                                                                   | |
| 11                                                                                     |                                                                                        | Ministerio de Justicia司法部                                                           | 1949 (CPG) 1954 (PRC) 1979 (re-established)                                            | Tang Yijun唐一军 Ministro de Justicia |                                                                                        | PCCh                                                                                   | Guo Shengkun (Secretary of the CCP Central Political and Legal Affairs Commission)                                                     |
| 12                                                                                     |                                                                                        | Ministerio de Finanzas财政部                                                           | 1949 (CPG) 1954 (PRC)                                                                  | Liu Kun刘昆 Ministro de Finanzas |                                                                                        | PCCh                                                                                   | Vice-Premier Han Zheng |
| 13                                                                                     |                                                                                        | Ministerio de Recursos Humanos y Seguridad Social人力资源和社会保障部                  | 2008                                                                                   | Zhang Jinan张纪南 Ministro de Recursos Humanos y Seguridad Social |                                                                                        | PCCh                                                                                   | Vice-Premier Hu Chunhua |
| 14                                                                                     |                                                                                        | Ministerio de Recursos Naturales自然资源部                                             | 2018                                                                                   | Lu Hao陆昊 Ministro de Recursos Naturales |                                                                                        | PCCh                                                                                   | Vice-Premier Han Zheng |
| 15                                                                                     |                                                                                        | Ministerio de Ecología y Medioambiente生态环境部                                       | 2018                                                                                   | Huang Runqiu黄润秋 Ministro de Ecología y Medioambiente |                                                                                        | SJ                                                                                     | Vice-Premier Han Zheng |
| 16                                                                                     |                                                                                        | Ministerio de Vivienda y Desarrollo Urbano-Rural住房和城乡建设部                       | 2008                                                                                   | Wang Menghui王蒙徽 Ministro de Vivienda y Desarrollo Urbano-Rural |                                                                                        | PCCh                                                                                   | Vice-Premier Han Zheng |
| 17                                                                                     |                                                                                        | Ministerio de Transporte交通运输部                                                     | 2008                                                                                   | Li Xiaopeng李小鹏 Ministro de Transporte |                                                                                        | PCCh                                                                                   | Vice-Premier Liu He |
| 18                                                                                     |                                                                                        | Ministerio de Recursos Hídricos水利部                                                  | 1949 (CPG) 1954 (PRC)                                                                  | Li Guoying李国英 Ministro de Recursos Hídricos |                                                                                        | PCCh                                                                                   | Vice-Premier Hu Chunhua |
| 19                                                                                     |                                                                                        | Ministerio de Agricultura y Asuntos Rurales农业农村部                                  | 2018                                                                                   | Tang Renjian唐仁健 Ministro de Agricultura y Asuntos Rurales |                                                                                        | PCCh                                                                                   | Vice-Premier Hu Chunhua |
| 20                                                                                     |                                                                                        | Ministerio de Comercio商务部                                                           | 2003                                                                                   | Wang Wentao汪文涛 Ministro de Comercio |                                                                                        | PCCh                                                                                   | Vice-Premier Hu Chunhua |
| 21                                                                                     |                                                                                        | Ministerio de Cultura y Turismo文化和旅游部                                            | 2018                                                                                   | Hu Heping胡和平 Ministro de Cultura y Turismo |                                                                                        | PCCh                                                                                   | Huang Kunming (Jefe del Departamento de Propaganda del Comité Central del PCCh)                                                        |
| 22                                                                                     |                                                                                        | Comisión Nacional de Sanidad国家卫生健康委员会                                         | 2018                                                                                   | Ma Xiaowei马晓伟 Ministro de la Comisión Nacional de Sanidad |                                                                                        | PCCh                                                                                   | Vice-Premier Sun Chunlan |
| 23                                                                                     |                                                                                        | Ministerio de Asuntos de los Veteranos退役军人事务部                                   | 2018                                                                                   | Sun Shaocheng孙绍骋 Ministro de Asuntos de los Veteranos |                                                                                        | PCCh                                                                                   | Vice-Premier Sun Chunlan |
| 24                                                                                     |                                                                                        | Ministerio de Gestión de Emergencias应急管理部                                         | 2018                                                                                   | Huang Ming黄明 Ministro de Gestión de Emergencias |                                                                                        | PCCh                                                                                   | Consejero de Estado Wang Yang |
| 25                                                                                     |                                                                                        | Banco Popular de China中国人民银行                                                     | 1948                                                                                   | Yi Gang易纲 Gobernador del Banco Popular de China |                                                                                        | PCCh                                                                                   | Vice-Premier Liu He (Director de la Oficina de la Comisión Central de Asuntos Económicos y Financieros)                                |
| 26                                                                                     |                                                                                        | Oficina Nacional de Auditoría审计署                                                    | 1983                                                                                   | Hou Kai侯凯 Auditor General de la Oficina Nacional de Auditoría |                                                                                        | PCCh                                                                                   | Premier Li Keqiang ∟ Vice-Premier Han Zheng                                                                                            |